# احکام مذهبی
احکام دینی (به انگلیسی: Religious law) آن دسته از تعالیم دینی است که دستورها و مسائل عملیِ فردی و اجتماعی شامل عبادات و تعاملات اجتماعی (مقررات دینی) را دربرمی‌گیرد. به احکام دینی گاه «قوانین شرعی» نیز گفته می‌شود که این عبارت می‌تواند با حقوق مذهبی نیز برابر باشد.
همهٔ تعالیم و آموزه‌های دینی ــ به‌ویژه در اسلام ــ خود به سه دستهٔ کلی تقسیم می‌شوند که احکام جزء اخیر آن است:
- اعتقادات فکری
- دستورها اخلاقی
- مسائل عملی (احکام دینی یا شرعی)

## احکام اسلامی

### تقسیم‌بندی احکام اسلامی
احکام، خود به شیوه‌های مختلف تقسیم‌بندی می‌شود. در یک تقسیم‌بندی، باتوجه‌به مخاطبان، می‌توان به احکام فردی، خانوادگی و اجتماعی اشاره کرد.
احکام غیرفردی و اجتماعیِ دین شکل حقوقی به خود می‌گیرد و آن را حقوق دینی می‌توان نامید.

### تقسیم‌بندی فقهی احکام
در اسلام، به‌صورت تخصصی بر روی احکام دینی کار می‌شود که به علم فقه مربوط می‌شود.
در اسلام، احکام دینیِ فردی و اجتماعی در کتب فقهی خود به چند قسم هستند.
- اول عبادات

۱-طهارت
۲-نماز (صلاة)
۳-روزه (صوم)
۴-اعتکاف
۵-زکات
۶-خمس
۷-حج
۸-عمره
۹-جهاد
۱۰-امر به معروف و نهی از منکر
- دوم عقود (پیمان‌ها) جمع عقدیاقرارداد و ایقاعات

معینه
غیرمعینه
- سوم احکام (مسائل فردی و قوانین اجتماعیِ زندگی)[۱] و[۲]

به‌جز قسم عبادات، مابقی بیشتر جنبهٔ حقوق اجتماعی به خود می‌گیرد.